# Vidal Mayor

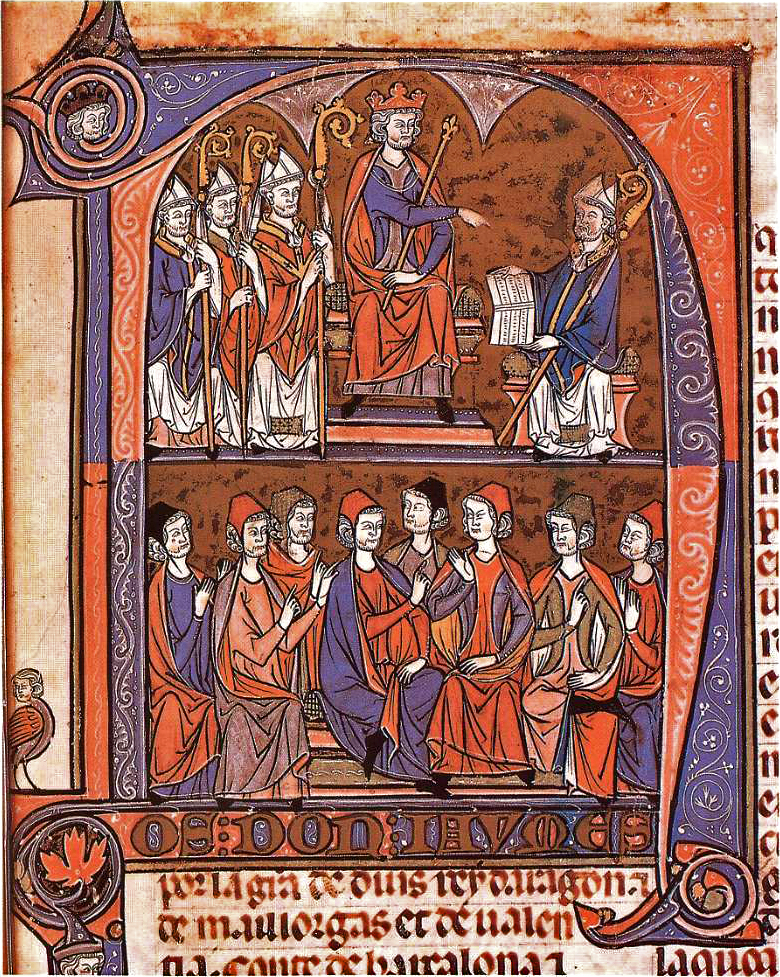
Manuscrito del siglo xiii. Íncipit miniado con la figura del rey Jaime I de Aragón recibiendo de manos del obispo de Huesca Vidal de Canellas el manuscrito con la compilación de los Fueros de Aragón, que reza: «Nos, don Iavmes, por la g[rat]ia de Dius rey d'Aragón et de Malliorgas et de Ualentia, conde de Barcalona et [...]».

El Vidal Mayor, In excelsis Dei Thesauris o Compilatio maior es la primera compilación del Fuero de Aragón y fue redactada por el obispo de Huesca Vidal de Canellas entre 1247 y 1252, tras la aprobación de su redacción, a instancias de Jaime I de Aragón, en las Cortes de Aragón celebradas en Huesca en 1247.

## La primera compilación de los Fueros de Aragón
Vidal de Canellas recibió el encargo de redactar en este Fuero General en 1247 tras las deliberaciones consensuadas en las Cortes de Huesca de parte del rey Jaime I el Conquistador para ser aplicado en todo el reino, incluyendo el Sobrarbe, la Ribagorza, el Valle de Arán y algunas comarcas castellonenses en sustitución de anteriores fueros particulares, que tenían su base en el Fuero de Jaca, y que fueron, tras la compilación que suponía el Vidal Mayor, derogados.
El obispo, consejero real y experto jurista, Vidal de Canellas, redactó una primera versión en latín, que es conocida como Compilatio minor, en la que se limitó a ordenar por materias los preceptos consensuados en las Cortes de Huesca, sistematizándolos bajo títulos adecuados al modo del Digesto que marcaba la tradición del Corpus Iuris Civilis. 
Una ampliación posterior en aragonés (la única que se nos ha conservado), conocida por su epígrafe In excelsis Dei Thesauris supondría la culminación de la obra jurídica, añadiendo glosas y comentarios, que pretendió fijar definitivamente el fuero para el reino de Aragón y fue divulgada con el nombre de Vidal Mayor. La nueva redacción fue más allá de la mera colectánea de fueros, puesto que añadió precisiones técnicas dirigidas a los letrados expertos en el Derecho aragonés (foristas) y en la administración de justicia.
No se ha dilucidado si el Vidal Mayor fue sancionado y promulgado por el rey Jaime I. Al parecer fue voluntad del rey promulgarlo, pero contó con la oposición de la nobleza del reino de Aragón, apegada al fuero jaqués. Todo ello impidió la aplicación exhaustiva del fuero por todo el territorio. En algunas zonas se otorgaron fueros siguiendo el Fuero de Teruel, posteriormente a la promulgación de las dos compilaciones de Vidal y, ya entrado el siglo XIV, solo la Compilatio minor es considerada la ley aragonesa, y el Liber in Excelsis Dei o Vidal Mayor, como su más prestigioso comentario.

## El manuscrito

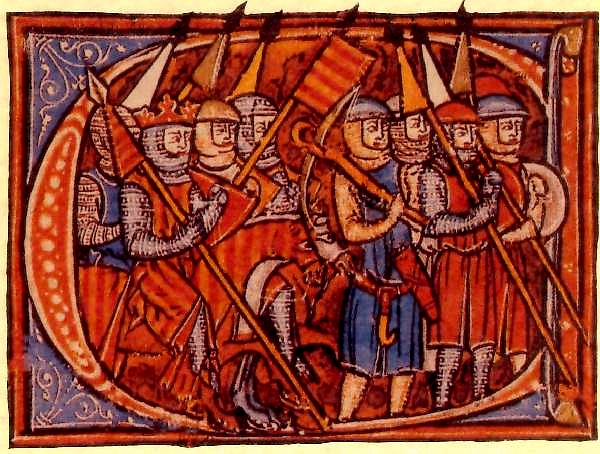
Señal Real de Aragón en la miniatura de una letra capitular del Vidal Mayor.

El texto en aragonés se nos ha transmitido en un manuscrito del siglo xiii iluminado por 156 miniaturas en pergamino de hojas de 245 x 375 mm. que se encuentra en el Museo de la Fundación Paul Getty.
El códice fue estudiado por Gunnar Tilander que, tras laboriosas pesquisas emprendidas en 1933, localizó el ejemplar que se creía perdido y lo editó en tres volúmenes con comentarios en Suecia (Lund, 1956).
Entre las iniciales miniadas que ilustran el texto hay que destacar que en tres de ellas (que corresponden a los títulos II, 9; VII, 28 y VIII, 28 aparecen tumbadas en bandera las barras de Aragón, en lo que supone la primera representación del señal real en posición horizontal.

## Ediciones
- Canellas, Vidal de, Vidal Mayor edición, introducción y notas al manuscrito: María de los Desamparados Cabanes Pecour, Asunción Blasco Martínez, Pilar Pueyo Colomina, Zaragoza, Libros Certeza, 1997. ISBN 8488269137
- Canellas, Vidal de, Vidal Mayor. Versión romanceada en aragonés del códice In Excelsis Dei Thesauris. s. Códice del The J. Paul Getty Museum de Malibú (California, USA). Edición facsimilar, coord. científica de Agustín Ubieto Arteta, Diputación Provincial de Huesca-Instituto de Estudios Altoaragoneses, Huesca, 1989. ISBN 84-86856-18-3.
- Tilander, Gunnar (1956). Traducción aragonesa de la obra "In excelsis Dei thesauris" de Vidal de Canellas. Tomo I. Introducción y reproducción de las miniaturas del manuscrito Perrins 112. Lund: Leges Hispanicae Medii Aevi. Consultado el 3 de noviembre de 2024.
- —, Los Fueros de Aragón. Según el ms. 458 de la Biblioteca Nacional de Madrid. LHMA, Lund, 1937.